# German Racing Escapamentos
German Racing Escapamentos Ltda. ist ein brasilianischer Tuner und Hersteller von Automobilen.

## Unternehmensgeschichte
Das Unternehmen wurde am 15. August 2001 in São Paulo gegründet. Zunächst war es im Bereich Auspuffanlagen und Tuning beschäftigt. 2008 kam die Produktion von Automobilen dazu. Der Markenname lautet German Racing.

## Fahrzeuge
Das einzige Modell ist ein VW-Buggy. Die Optik ähnelt dem Kadron Tropi von Kadron aus den 1970er Jahren. Ein Motor mit Turbolader treibt die Fahrzeuge an.